# Steuben County, New York
Steuben County är ett administrativt område i delstaten New York, USA, med 98 990 invånare. Den administrativa huvudorten (county seat) är Bath.
I området finns ett glasbruk, Steuben Glas.

## Geografi
Enligt United States Census Bureau har countyt en total area på 3 637 km². 3 607 km² av den arean är land och 30 km² är vatten.

### Angränsande countyn
- Ontario County - nord
- Yates County - nordost
- Schuyler County - öst
- Chemung County - öst
- Tioga County, Pennsylvania - syd
- Potter County, Pennsylvania - sydväst
- Allegany County - väst
- Livingston County - nordväst

### Orter
- Bath (huvudort)
- Bradford
- Cameron
- Caton
- Erwin
- Hornell
- Lindley
- Rathbone
- Thurston
- Troupsburg
- Urbana
- Wayne
- West Union
- Wheeler
- Woodhull